# Agullat nan
L'agullat nan (Etmopterus perryi) és una espècie de peix de la família dels dalàtids i de l'ordre dels esqualiforms.

## Morfologia
- Els mascles poden assolir 17 cm de longitud total.[1][2]

## Reproducció
És ovovivípar.

## Hàbitat
És un peix marí d'aigües profundes que viu entre 283–439 m de fondària.

## Distribució geogràfica
Es troba a Colòmbia i Veneçuela.